# Il canto d'amore di J. Alfred Prufrock
Il canto d'amore di J. Alfred Prufrock (The Love Song of J. Alfred Prufrock) è un componimento del poeta statunitense T. S. Eliot, composto tra il 1910 e il 1911 con il titolo Prufrock tra le donne, ma pubblicato per la prima volta solo nel 1917 nella raccolta Prufrock and Other Observations, dedicata a Jean Verdenal, amico di Eliot ucciso nel 1915 nella spedizione anglofrancese dei Dardanelli.

## Caratteristiche stilistiche
Si sviluppa come monologo drammatico, una forma molto usata da Robert Browning. Il personaggio è una controfigura del poeta e dell'intellettuale in genere, una "maschera" o dramatis persona dell'autore, che narra le proprie esperienze in prima persona.

## Il titolo
Eliot riferisce che il titolo riprende quello di una poesia di Rudyard Kipling, The Love Song of Har Dyal. Alcuni pensano che Prufrock venga dalla parola tedesca Prüfstein che significa pietra di paragone. Altri suggeriscono che il nome rimandi alle parole prude in a frock (pudibondo in palandrana), con allusione alle inibizioni erotiche del personaggio e della sua classe. Prufrock-Littau era il nome di una ditta di mobili di Saint Louis (Missouri), città natale del poeta.

## L'epigrafe
(Dante Alighieri, Inferno, Canto XXVII, 61-66)
L'epigrafe riferisce dell'incontro tra Dante e Guido da Montefeltro, condannato all'ottavo cerchio dell'Inferno. Come Guido, Prufrock crede che il suo racconto rimanga celato, per questo si apre senza timore. È come il soliloquio dell'attore in cui si esprime liberamente con una modalità che fa percepire ciò come qualcosa che non è rivolto ad altri se non a se stesso. In tale discorrere solitario i pensieri emergono e si strutturano senza seguire le regole della logica o le esigenze di compiutezza proprie di un racconto; essi piuttosto vengono regolati nel loro concatenarsi dal flusso variabile ed imprevedibile delle emozioni. Allo stesso modo Guido e Prufrock sono connessi con l'Inferno, uno al cerchio dantesco, l'altro alla Londra moderna entrambi senza scampo. Lo stesso Prufrock nel poema vive personalità multiple e incarna sia Guido che Dante. A volte è il narratore, altre colui che ascolta che rivela la storia del mondo. Alternativamente il ruolo di Guido nell'analogia è infatti occupato da Prufrock, ma il ruolo di Dante è occupato da you, il lettore, come in "Let us go now, you and I".

## Edizioni italiane
- Canzone d'amore di J. Alfred Prufrock. Versione metrica, traduzione di Bruno Osimo, Milano, Osimo, 2020, ISBN 978-88-98467-27-3.

## Film
Nel 1967 Nico D'Alessandria realizza un mediometraggio marcatamente sperimentale dal titolo Il canto d'amore di J. Alfred Prufrock, nel quale delle immagini scorrono deviate, accompagnate dalla recitazione della poesia di Eliot e da suoni distorti. La voce narrante è di Carmelo Bene, le musiche di Luciano Berio.